# Jason Blum
Jason Blum (* 20. února 1969 Los Angeles) je americký filmový producent. Jeho matka je historička umění Shirley Neilsen, otec obchodník s uměním Irving Blum (Ferus Gallery). Začínal jako divadelní producent, spolupracoval s divadelní společností Malaparte, kterou založil herec Ethan Hawke. Kariéru u filmu zahájil v devadesátých letech, pracoval například pro společnost Miramax. V roce 2000 založil vlastní společnost Blumhouse Productions. Věnuje se převážně hororům, ale ne výhradně. Několik jeho filmů, včetně Whiplash (2014) a BlacKkKlansman (2018), bylo nominováno na Oscara za nejlepší film. V roce 2012 se oženil s novinářkou Lauren A. E. Schukerovou.

## Filmografie (výběr)
- Griffin a Phoenixová (2006)
- Darwinovy ceny (2006)
- Vdaná snoubenka (2008)
- Insidious (2010)
- Paranormal Activity 3 (2011)
- Sinister (2012)
- Paranormal Activity 4 (2012)
- Insidious 2 (2013)
- Očista (2013)
- Očista: Anarchie (2014)
- Paranormal Activity: Prokletí (2014)
- Whiplash (2014)
- Paranormal Activity: The Ghost Dimension (2015)
- Očista: Volební rok (2016)
- Rozpolcený (2017)
- Uteč (2017)
- BlacKkKlansman (2018)
- Skleněný (2019)